# Kosteletzkya macrantha
Kosteletzkya macrantha är en malvaväxtart som beskrevs av Bénédict Pierre Georges Hochreutiner. Kosteletzkya macrantha ingår i släktet Kosteletzkya och familjen malvaväxter. Inga underarter finns listade i Catalogue of Life.